# Eduardo Ibarra y Rodríguez
Eduardo Ibarra y Rodríguez (Zaragoza, 30 de enero de 1866-Madrid, 22 de mayo de 1944) fue un historiador y académico español, catedrático de la Universidad de Zaragoza y de la Universidad Central de Madrid.

## Biografía
Nació el 30 de enero de 1866 en Zaragoza. Catedrático por oposición en la Universidad de Zaragoza de Historia Universal desde 1898, sustituiría esta plaza en 1914 por la cátedra de Historia, Universal Moderna y Contemporánea en la Universidad Central de Madrid.

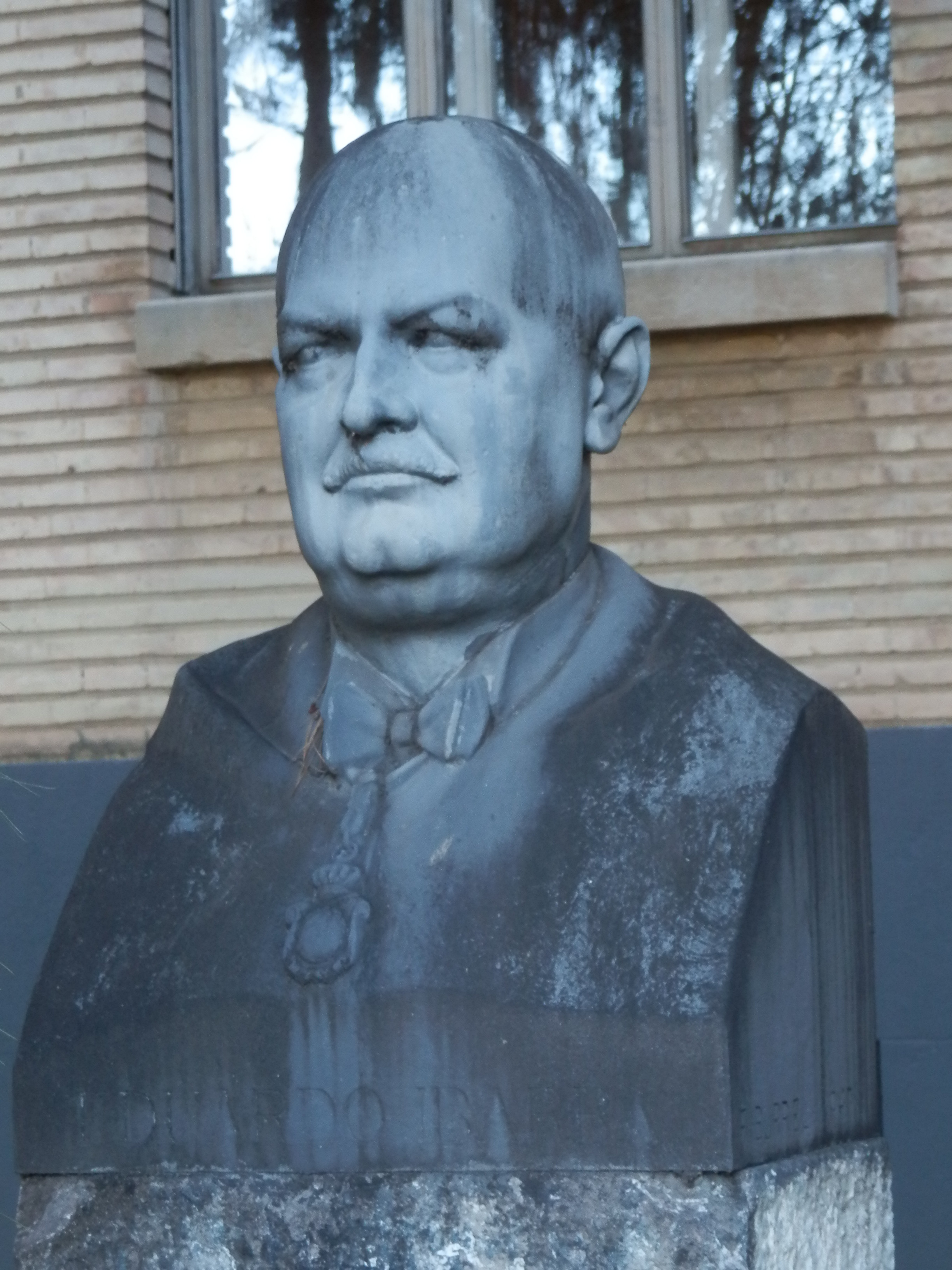
Busto de Eduardo Ibarra en Zaragoza

Fue director de las revistas Revista de Aragón y Cultura Española, además de participar en publicaciones periódicas como La España Moderna, El Diario de Zaragoza y la Cartera, El Archivo, Revista Contemporánea, Diario de Avisos, El Noticiero, La Época y Revista  Catalana d'Educació, entre otras.
Su ideología se habría inclinado hacia un agrarismo conservador, compatibilizando un regionalismo aragonés con el nacionalismo español, describiéndosele como militante tanto del maurismo como, más adelante, de la Unión Patriótica de Primo de Rivera. Miembro correspondiente de la Real Academia de la Historia por Zaragoza, en 1920 tomaría posesión de la medalla 8 de dicha institución, en sustitución de Eduardo de Hinojosa y Naveros. Falleció en Madrid, el 22 de mayo de 1944. Fue hijo del también catedrático Clemente Ibarra y Pérez.

## Obras
- Don Fernando el Católico y el descubrimiento de América (1892)
- Documentos correspondientes al reinado de Ramiro I (1034-1068), t. VI de la Colección de documentos para el estudio de la historia de Aragón, Zaragoza, 1904.
- Cristianos y moros, documentos aragoneses y navarros, Zaragoza, 1904.
- Documentos correspondientes al reinado de Sancho Ramírez (vol. II, 1063-1094), t. IX de la Colección de documentos para el estudio de la historia de Aragón, Zaragoza, 1913.
- La carne al comenzar la Edad Moderna, 1932.
- Siete cartas originales de Felipe II a los diputados del reino de Aragón en 1579 sobre administración económica (1930).
- Los precedentes históricos aragoneses de los estatutos regionales (1932).
- Papeles de Zurita conservados en el antiguo Archivo de la Diputación de Aragón, 1933.
- Precedentes de la Casa de Contratación de Sevilla, 1941.
- Problema cerealístico durante el reinado de Reyes Católicos, 1941.
- La reconquista de los estados pirenaicos hasta la muerte de Sancho el Mayor, 1942.